# Pérou démocratique
Le groupe Pérou démocratique (en espagnol: Perú Democrático), est un groupe parlementaire de gauche du Congrès de la République péruvien. Formé en janvier 2022, il rassemble plusieurs députés de trois partis. D'abord « minoritaire », le groupe intègre le gouvernement à partir de février 2022.

## Historique
Le 7 janvier 2022, cinq anciens parlementaires de Pérou libre, Rénovation populaire et Nous sommes le Pérou demandent à la présidente du Congrès, Maricarmen Alva, la création d'un groupe parlementaire. Les cinq premiers membres sont notamment Héctor Valer, Hamlet Echevarría, Carlos Zeballos, Luis Kamiche et Guillermo Bermejo.
Le 10 janvier, quelques jours après la création du groupe parlementaire, la ministre du Travail Betssy Chávez, alors en fonction, annonce le rejoindre.
Le 14 janvier, à l'issue d'une réunion avec Pedro Castillo, le président Héctor Valer, déclare son groupe parlementaire comme ni de l'opposition ou en faveur du gouvernement, mais uniquement en faveur d'une Assemblée constituante.
Le 1er février 2022, Héctor Valer est nommé président du Conseil des ministres par le président Pedro Castillo, en remplacement de Mirtha Vásquez qui a démissionné la veille. Ainsi, le groupe parlementaire intègre de facto la composition et le soutien au troisième gouvernement, avec le président du Conseil et la ministre du Travail comme membre de la coalition gouvernementale.

## Positionnement
Le groupe peut-être désigné comme de gauche et attrape-tout. Puisqu'il existe des divergences dès sa création, avec Héctor Valer qui lors d'une réunion avec Pedro Castillo évoque un groupe qui ne soit ni de l'opposition ni en faveur du gouvernement. Tandis que quelques jours plus tard, Guillermo Bermejo (es), qui a démissionné de Pérou libre, évoque un groupe parlementaire soutenant le gouvernement.
Néanmoins, le groupe se caractérise par des éléments idéologiques partagés par tous, que ce soit par ceux toujours membres de Pérou libre, ou ceux ayant quitté le parti, et les dissidents des partis Rénovation populaire et Nous sommes le Pérou. Les parlementaires souhaitent notamment la convocation d'une Assemblée constituante, lutter contre la corruption et redorer l'image des législateurs.

## Membres
Initialement composé de 5 membres, le minimum de députés requis pour créer un groupe parlementaire, la ministre du Travail du second gouvernement de Pedro Castillo, Betssy Chávez, également députée, décide de rejoindre le groupe. Deux jours plus tard, la parlementaire Nieves Limachi (es) décide de rejoindre le groupe, celui-ci est composé ainsi, majoritairement d'actuels ou anciens membres de Pérou libre.
|  | Nom               | Parti | Parti | Circonscription                | Groupe d'origine | Groupe d'origine |
|  | ----------------- | ----- | ----- | ------------------------------ | ---------------- | ---------------- |
|  | Héctor Valer      |       | NI    | Circonscription de Lima        |                  | SP               |
|  | Guillermo Bermejo |       | NI    | Circonscription de Lima        |                  | PL               |
|  | Betssy Chávez     |       | PL    | Circonscription de Tacna       |                  | PL               |
|  | Carlos Zeballo    |       | NI    | Circonscription de Puno        |                  | AP               |
|  | Roberto Kamiche   |       | PL    | Circonscription de La Libertad |                  | PL               |
|  | Hamlet Echevarría |       | NI    | Circonscription de Cajamarca   |                  | PL               |
|  | Nieves Limachi    |       | PL    | Circonscription de Tacna       |                  | PL               |